# Бельський Костянтин Францович
Бельський Костянтин Францович (нар. 1924 — 1977) — новатор сільськогосподарського виробництва, Герой Соціалістичної Праці.

## Біографія
Народився 1924 року в селі Требісауци, нині Республіка Молдова, у сім'ї селянина. Працював машиністом мотовоза в Кримській, вальцювальником цементного заводу в Пермській областях, у 1951—1958 роках — трактористом і комбайнером у Романківецькій МТС Сокирянського району Чернівецької області. З 1958 року і до кінця життя працював комбайнером колгоспу у селі Романківці Сокирянського району. Закінчив Хотинський сільськогоподарський технікум.

## Громадська діяльність
- Депутат Романковецької сільської Ради.
- Депутат Чернівецької обласної Ради депутатів трудящих.
- Член Чернівецького обкому КП України.

## Нагороди і відзнаки
- Герой Соціалістичної Праці.
- Золота медаль «Серп і Молот».
- Почесна грамота Президії ВерховноїРади СРСР.
- Орден Трудового Червоного Прапора (1958).
- Орден Трудового Червоного Прапора.
- Орден Леніна.
- Золота медаль ВДНХ.